# Astragalus vereskensis
Astragalus vereskensis är en ärtväxtart som beskrevs av Maassoumi och Dieter Podlech. Astragalus vereskensis ingår i släktet vedlar, och familjen ärtväxter. Inga underarter finns listade i Catalogue of Life.